# Brayan Gil
Brayan Alexander Gil Hurtado (ur. 28 czerwca 2001 w Cali) – salwadorski piłkarz pochodzenia kolumbijskiego występujący na pozycji napastnika lub lewego skrzydłowego, reprezentant Salwadoru, od 2023 roku zawodnik kolumbijskiego Deportes Tolima.
Jego ojciec Cristian Gil oraz bracia Cristian Gil i Mayer Gil również są piłkarzami.